# Juan José Cobo
Juan José Cobo Acebo (1981. február 11. –) spanyol profi kerékpáros. A 2011-es Vuelta Espana győztese. Korábban szakaszt nyert a Tour de France-on és megnyerte a Baszk körversenyt. 2014-ben visszavonult a versenyzéstől.

## Sikerei
2003
- Spanyol országúti bajnokság, U23-időfutam
  -  1. hely

2007
- Vuelta a Castilla y León
  - 3., Összetett versenyben
- Tour of the Basque Country
  -  Összetett verseny győztese
  - 1., 1. szakasz
  - 1., 5. szakasz
  - 3., 6. szakasz (Egyéni időfutam)
- Liège–Bastogne–Liège
  - 9. hely
- Tour de France
  - 19., Összetett versenyben
  - 3., 15. szakasz
  - 7., 16. szakasz
- Subida a Urkiola
  - 3. hely

2008
- Tour de France
  - 1., 10. szakasz
- Subida a Urkiola
  - 2. hely
- Volta a Portugal
  - 4., Összetett versenyben
  - 1., 9. szakasz
- Vuelta a Burgos
  - 6., Összetett versenyben
  - 1., 5. szakasz

2009
- Vuelta a Castilla y León
  - 10., Összetett versenyben
  - 1., 4. szakasz
- Vuelta Espana
  - 10., Összetett versenyben
  - 1., 19. szakasz
- Giro di Lombardia
  - 9. hely

2011
- Vuelta a Burgos
  - 3., Összetett versenyben
  - 2., 5. szakasz
- Vuelta Espana
  -  Összetett verseny győztese
  -  Kombinált verseny győztese
  - 1., 15. szakasz
  - 2., 14. szakasz
  - 2., 17. szakasz
  - 3., 9. szakasz

## Külső hivatkozások
- Életrajza a cyclingarchives.com oldalon